# 李雨蓁
李雨蓁（1987年12月15日—），中華民國政治人物，生於高雄市鳳山區，現任屏東縣政府勞動暨青年發展處處長。2014年起成為政治工作者，曾在2018年代表基進黨投入鳳山區高雄市議員選舉但落選；2022年宣布再次挑戰鳳山區市議員選戰，再度落選。選後，獲屏東縣縣長周春米延攬，出任屏東縣政府勞動暨青年事務處處長。

## 早年生涯
李雨蓁出生於台灣高雄市鳳山區，畢業於鳳山國小、鳳西國中、鳳山高中和國立成功大學工業設計系，原職百貨公司平面、展覽設計師，自太陽花學運後關心公眾議題。此外，李雨蓁具有以客語公開演說的能力，源自於屏東縣竹田鄉客家庄的母親。

## 政治生涯

### 加入基進黨
2014年加入基進黨後開始積極參與「全民追討黨產行動」、「割闌尾計畫」等社會運動。
2016年起，李雨蓁在臉書創立「鳳山好厝邊」社團做為在地居民交流社區事務的平臺，以增強當地的地域意識。同時也和多名共同參與社會運動的高雄青年組成「高雄好過日」（2017年登記立案為協會），10月間在小港區的大林蒲、鳳鼻頭等地舉辦影像展，由她擔任策展人。
2017年發行同名季刊《鳳山好厝邊-城市想望誌》，將鳳山地方故事採訪紀錄成冊，並提供民眾免費索取，並獻策高雄市政府，推動鳳山古蹟文化再利用，提出高雄市圖鳳儀分館、明德白色恐怖實境體驗館或真人圖書館，讓民眾透過VR虛擬實境，體驗白色恐怖，再透過政治受難者現身說法，感受得來不易的轉型正義。
在第二輯-市場篇中，李雨蓁提到鳳山兵仔市具有百年歷史，常民文化、傳統技藝豐富，後方還保留日治時代設施，地方憂心文化消失，爭取歷史定位與轉型，期盼政府與民間攜手，帶動地方觀光發展，為高雄市政獻策。

### 參選2018高雄市議員
2018年基進黨候選人堅定反對由中國國民黨高雄市長候選人韓國瑜所引發的「韓流」效應，最終在韓國瑜的勝選中，基進黨市議員候選人包含李雨蓁在內五人全軍覆沒。

### 參選2020不分區立委
2020年中華民國立法委員選舉中，李雨蓁被台灣基進提定為全國不分區立法委員排名第六位。但因政黨票得票未達門檻，台灣基進未獲得任何不分區立法委員配額。

### 經營臺中市
2019年，李雨蓁擔任立法委員陳柏惟選舉總幹事，全力輔選，並於陳柏惟當選後出任其團隊執行長。
2020年大選後，李雨蓁擔任立法委員陳柏惟團隊執行長。2021年10月陳柏惟被罷免後，李雨蓁表示感謝「友隊」民進黨支持，時曾傳出由李雨蓁參選臺中市第二選區（沙鹿區、龍井區、大肚區、烏日區、霧峰區）缺額的補選，但最後由民進黨的林靜儀出馬。
2021年，在陳柏惟罷免案期間，多次槓上顏寬恆，被支持者封為「基進女戰神」。
2022年1月，臺中市第二選區補選結束，由民進黨與台灣基進共同支持的林靜儀擊敗國民黨籍的顏寬恒。補選結束後，傳出可能由李雨蓁參選臺中市議會第二選區（清水區、沙鹿區、梧棲區）市議員，對上同為顏家的臺中市副議長顏莉敏，對此李雨蓁表示「選舉的部分暫時還沒有討論」，將先協助林靜儀的地方事務和陳柏惟及台灣基進在中部地區的經營。

### 參選2022高雄市議員
2022年3月，李雨蓁宣布將代表台灣基進再度參選鳳山區高雄市議員選戰，擔任過陳柏惟團隊執行長，以及立委林靜儀補選期間的歷練，知名度相較於2018年參選有大幅度的提升，被視為黑馬，有一搏實力。此外，發表參選感言時用特別以客語和民眾打招呼，並表示，自己身為鳳山客家的年輕世代，想把客家文化傳承下去，母語要年輕世代的學習和傳承，也展現台灣基進的本土性。選舉結果獲得9467票，未能當選。

## 選舉紀錄
| 年度 | 選舉屆數             | 選舉區                                 | 所屬政黨 | 得票數  | 得票率 | 當選標記 | 備註 |
| ---- | -------------------- | -------------------------------------- | -------- | ------- | ------ | -------- | ---- |
| 2018 | 第三屆高雄市議員選舉 | 高雄市第九選舉區                       | 基進黨   | 7,729   | 3.78%  |          |      |
| 2020 | 第十屆立法委員選舉   | 全國不分區及僑居國外國民立法委員選舉區 | 台灣基進 | 447,286 | 3.16%  |          |      |
| 2022 | 第四屆高雄市議員選舉 | 高雄市第九選舉區                       | 台灣基進 | 9,467   | 5.81%  |          |      |

## 爭議

### 違反選罷法事件
2021年10月23日，陳柏惟罷免案投票日當日，李雨蓁在其臉書粉絲專頁中提及「各投開票所陸續傳出狀況⋯監票！監票！去監票！一起去保護鄉親的自由」，遭台中市選舉委員會認定涉嫌有煽動反罷免並影響投票人之投票行為，違反《公職人員選舉罷免法》第56條第2款之規定，予以裁處50萬元。爭議裁罰，外界看法不一。
事後，李雨蓁反駁「只是呼籲民眾合法監票，並未煽動特定立場」，並表示當天確實有不明人士在投開票所外架設攝影機、持計數器算人頭等情事，中央選舉委員會也在後續立委補選期間修訂相關法規，李雨蓁說「沒想過指出法治的不完善及制度缺失竟遭重罰，台中市選委會此舉是秋後算賬、政治追殺」。
2022年5月5日，李雨蓁至台中市選委會遞交行政訴願書，本案將由台中市選委會提交中央選舉委員會複查，秉行政訴願原則應於遞交後1至3個月內發布複查結果。
9月6日，中選會決議撤銷原處分，李雨蓁回應「終於還給我公道」。

## 外部連結
- 李雨蓁的Facebook專頁
- YouTube上的李雨蓁 Lí Ú-chin頻道